# BWK Unternehmensbeteiligungsgesellschaft
Die BWK GmbH Unternehmensbeteiligungsgesellschaft (BWK) mit Sitz in Stuttgart ist eine 1990 gegründete Beteiligungsgesellschaft mit einem Fokus auf mittelständische Gesellschaften im deutschsprachigen Raum. Der Konzern ist aktuell an 15 Unternehmen beteiligt.
Das Unternehmen besitzt seit seiner Gründung eine stabile Gesellschafterstruktur. Größte Anteilseigner der Gesellschaft sind die Landesbank Baden-Württemberg (LBBW) (40 Prozent) und die Versicherungsgruppe Wüstenrot & Württembergische (35 Prozent). Weitere Anteile halten die Hertie-Stiftung (15 Prozent) und die Landeskreditbank Baden-Württemberg Förderbank (L-Bank) (10 Prozent).

## Investitionskriterien
Die BWK beteiligt sich mehr- oder minderheitlich an mittelständischen Unternehmen in Form von Nachfolgelösungen, Gesellschafterwechseln (MBO/MBI), Kapitalerhöhungen durch Investitionen oder Wachstumsstrategien oder auch Übernahmen von Minderheitsbeteiligungen. Eine Einmischung in das operative Tagesgeschäft erfolgt nicht und wird dem Management überlassen. Über Beirats- und Aufsichtsratsgremien erfolgt eine Begleitung der Portfoliounternehmen. Die finanzielle Untergrenze für eine Unternehmensbeteiligung ist bei einem Betrag von 7 Millionen Euro angesetzt. Zielunternehmen sind vor allem mittelständische Unternehmen, die ein erfolgreiches Geschäftsmodell mit einem starken Cashflow und einem Umsatz von mindestens 15 Millionen Euro pro Jahr aufweisen. Die BWK hat keinen spezifischen Branchenfokus, sondern investiert branchenübergreifend im deutschsprachigen Raum (D-A-CH).

## Beteiligungen
Seit ihrer Gründung hat die BWK in über 70 Beteiligungen investiert. Im Portfolio befanden sich beispielsweise Bechtle AG (IT), Mahle Behr GmbH & Co. KG (Automobilzulieferer), R-Biopharm AG (Biotechnologie) und Trumpf GmbH & Co. KG (Maschinenbau).

### Aktuelles Portfolio
- Coffee Fellows GmbH, Anbieter von American Coffee Shop Systemen, seit 2015.
- CruiseVision GmbH, technologisch führender Anbieter von Dienstleistungen auf Hochseekreuzfahrtschiffen weltweit, seit 2018.

- Erpo Möbelwerk GmbH, Hersteller von Polstermöbeln, seit 2013.
- FOLBB, Hersteller von Frischfaserkarton mit hochentwickelter Beschichtungstechnologie, seit 2021.
- heute-wohnen-Gruppe, Online-Verkauf der Produktkategorien Garten & Outdoor, Wohnen, Büro, Dekoration & Lifestyle, seit 2022.
- HORA eTec GmbH, Entwickler und Hersteller von Präzisionsdrehteilen und Elektrokomponenten, seit 2017.
- ICT Innovative Communication Technologies AG, elektronische Informations- und Präsentationstechnik, seit 2017.
- IMS Gear SE & Co. KGaA, Herstellung von Antriebselementen im Automobilbereich, seit 1999.
- KRUG Holzsystembinder GmbH, Hersteller und Anbieter von modularen Systemen aus Holz, seit 2022.
- ndd Medizintechnik AG, Medizintechnikhersteller, seit 2015.
- QLOCKTWO Gruppe, Hersteller von Kunstobjekten mit einzigartiger Zeitanzeige, seit 2020.
- RAFI GmbH & Co. KG, Hersteller von elektromechanischen Bauelementen und Bediensystemen, seit 2015.
- R&K Ingenieure GmbH, deutschlandweiter Anbieter von Ingenieurdienstleistungen für Infrastrukturprojekte, seit 2023.
- VTQ Videotronik GmbH, Entwickler und Produzent hochwertiger elektronischer Baugruppen sowie Komplettlösungen im Bereich der Video-Funktechnik, seit 2024.
- Xactools GmbH, Hersteller von komplexen Automatisierungslösungen im Bereich der Mess- und Prüftechnik, seit 2018.

Stand: 20. Juni 2025

## Aufsichtsrat
Der Aufsichtsrat der Gesellschaft besteht aus sechs Personen. Vorsitzender des Gremiums ist Joachim Erdle, der zugleich Vorstandsmitglied der Landesbank Baden-Württemberg ist. Weitere Mitglieder sind Alexander Mayer (stv. Vorsitzender, Mitglied des Vorstands der Wüstenrot & Württembergische AG), Ann-Kristin Stetefeld (Mitglied des Vorstands Baden-Württembergische Bank), Jacques Wasserfall (Vorsitzender des Vorstands der Württembergische Lebensversicherung AG), Rainer Maucher (Geschäftsführer der Gemeinnützige Hertie-Stiftung) und Katrin Abt (Diplom-Ökonomin bei der Landeskreditbank Baden-Württemberg-Förderbank).